# Osorkon III
Osorkon III was een Egyptische farao uit de 23e dynastie en een zoon van Takelot II van de 22e dynastie. Zijn troonnaam was Oesermaatre Setepenamoen, "Machtig is de gerechtigheid van Re". Hij regeerde van (ca.) 787 tot 759 v.Chr.